# Club Jorge Chávez del Callao
Club Jorge Chávez  era un club de fútbol perteneciente a la provincia constitucional del Callao, fundado en 1900. Fue uno de los primeros clubes chalacos en realizar prácticas de fútbol. Solía jugar de local en la Pampa de Mar Brava.

## Historia
El Jorge Chávez, fue un pionero en practicar el fútbol en el Callao, junto a los clubes como el Libertad y el Independencia. Inicialmente solía pactar encuentros de fútbol, con equipos, provenientes de buques británicos. Durante 1900 al 1911, Jorge Chávez participó en campeonatos y torneos organizados por otros clubes chalacos, contemporáneos de la época. Entre ellos, los campeonatos municipales por Fiestas Patrias de 1903 y 1904. Además, el campeonato chalaco de 1908.
Fue uno de los clubes fundadores de la Liga Peruana de Fútbol de 1912. Fue uno de los pocos clubes del Callao, que aceptó integrarse a la liga. Sin embargo, como hubo un equipo limeño con un nombre similar, por tal razón se le dio el apelativo Jorge Chávez N°2 para poder diferenciarlo. Esta práctica era común de la época. Jorge Chávez, integró en la segunda división, también llamado división intermedia. Para la temporada 1914, se retiró del campeonato y fue reemplazado por Sportivo Jorge Chávez, fundado en el año 1913.
Luego el club Jorge Chávez se afilia a la Federación Sportiva Nacional (F.S.N.), (también llamada Federación Deportiva Nacional) y participa en sus torneos. Fue uno de los pocos clubes chalacos que integra F.S.N., por pocos años. Posteriormente el club se integra a los campeonatos organizados por la Asociación Deportiva Chalaca, en la Liga Chalaca N°2 hasta 1928. Finalmente el club no se presentó más y desapareció.

## Participaciones
- Campeonato Municipal de Fiestas Patrias : 1903 , 1904.
- Campeonato Chalaco de 1908
- División Intermedia de 1912 y 1913
- Liga Chalaca N°2 del  1921 al 1928

## Indumentaria
Club Jorge Chávez desde 1900 al 1928.
| Titular 1 | Titular 2 | Titular 3 | Titular 4 | Titular 5 | Titular 6 | Titular 7 | Titular 8 |

- Datos: Q61862284